# 耶律敵獵
耶律敌猎（？—952年），又作耶律敌烈。辽朝将领，字乌辇，契丹族。六院夷离堇（军事将领）耶律术不鲁子。
辽世宗天禄元年（947年）入仕，任群牧都林牙。天禄五年（951年）九月，辽世宗祭父酒醉，泰宁王耶律察割纠合燕王耶律牒蜡、皮室军详稳耶律盆都等在祥古山（今河北宣化境）举兵入帐杀世宗，耶律敌猎与诸将被扣押。寿安王耶律璟集兵围讨，他被耶律察割派遣，去向耶律璟议和，他乘机向耶律璟献计，诱杀耶律察割。耶律璟即位为辽穆宗，虽热获得重赏，但没有获得重任，他心怀不满，次年，聚众谋反，计划立耶律娄国为帝，事发，被凌迟处死。

## 延伸阅读
[在维基数据编辑]
 《辽史卷一百十三》，出自脱脱《遼史》